# دوش‌فنگ (فیلم)
دوش فنگ (به انگلیسی: Shoulder Arms) فیلمی کوتاه و صامت به کارگردانی چارلی چاپلین با بازی چاپلین، ادنا پرواینس و سیدنی چاپلین محصول سال ۱۹۱۸ است.
این فیلم از مهم‌ترین فیلم‌های کوتاه چاپلین است. او در این فیلم، مانند همیشه در نقش ولگرد ظاهر شده؛ در نقش سربازی دیوانه که در جریان جنگ جهانی اول به ماجراهای خنده آوری می‌پردازد.